# Седрос (остров)
Остров Седрос (исп. Isla de Cedros — «кедровый остров») — мексиканский остров у тихоокеанского побережья штата Нижняя Калифорния. Площадь острова — 348,295 км². Тем самым, он является четвёртым по величине островом Мексики (вслед за островами Тибурон, Анхель-де-ла-Гуарда и Косумель). Остров является частью муниципалитета Энсенада штата Нижняя Калифорния.

## География
Окружным центром острова является одноимённый город Седрос (Cedros или Pueblo Cedros), расположенный в южной части восточного побережья острова. На острове есть также ряд других, более мелких населённых пунктов: Puerto Morro Redondo (или El Morro), Jerusalem, Lomas Blancas, San Agustín, La Colorada, Wayle и Punta Norte.
Остров Седрос находится примерно в 100 км западнее южной оконечности штата Нижняя Калифорния, южнее которого начинается штат Южная Нижняя Калифорния (граница между штатами пересекает мексиканский полуостров Калифорния по 28-му градусу северной широты). Расстояние от острова Седрос до ближайшей точки штата Южная Нижняя Калифорния к юго-востоку от него — Punta Eugenia — 23 км. Длина острова — около 39 км, наибольшая ширина — около 15 км.
Наивысшей точкой острова является гора Седрос (Monte Cedros) высотой 1205 м над уровнем моря.

## История
Остров Седрос был назван ранними испанскими мореплавателями, которые ошибочно приняли за кедры местные сосновые деревья.
Известно, что в 1539 году на остров высаживалась экспедиция испанского мореплавателя Франциско де Ульоа.

## Транспорт
В 10 км южнее города Седрос находится небольшой аэропорт острова Седрос (исп. Aeropuerto Nacional de Isla de Cedros, IATA: CDI, ICAO: MMCD), откуда выполняются регулярные рейсы в Энсенаду (Ensenada), Герреро-Негро (Guerrero Negro) и Эрмосильо (Hermosillo).

## Флора и фауна
На острове Седрос встречаются некоторые эндемичные или почти эндемичные виды и подвиды растений и животных — в частности, островной чернохвостый олень (Odocoileus hemionus cerrosensis) и другие.